# Třída Canopo
Třída Canopo byla třída protiponorkových fregat italského námořnictva. Celkem byly postaveny čtyři jednotky této třídy. Jejich stavbu financovaly USA prostřednictvím programu MDAP – Mutual Defense Assistence Program. Všechny fregaty byly vyřazeny v první polovině 80. let.

## Stavba
Celkem byly v letech 1957–1958 do služby zařazeny čtyři jednotky této třídy, pojmenované Canopo, Castore, Centauro a Cigno.
Jednotky třídy Carlo Bergamini:
| Jméno            | Spuštěna na vodu | Vstup do služby   | Status   |
| ---------------- | ---------------- | ----------------- | -------- |
| Canopo (F 552)   |                  | 1. dubna 1958     | Vyřazen. |
| Castore (F 553)  |                  | 14. července 1957 | Vyřazen. |
| Centauro (F 554) |                  | 5. května 1957    | Vyřazen. |
| Cigno (F 555)    |                  | 7. března 1957    | Vyřazen. |

## Konstrukce

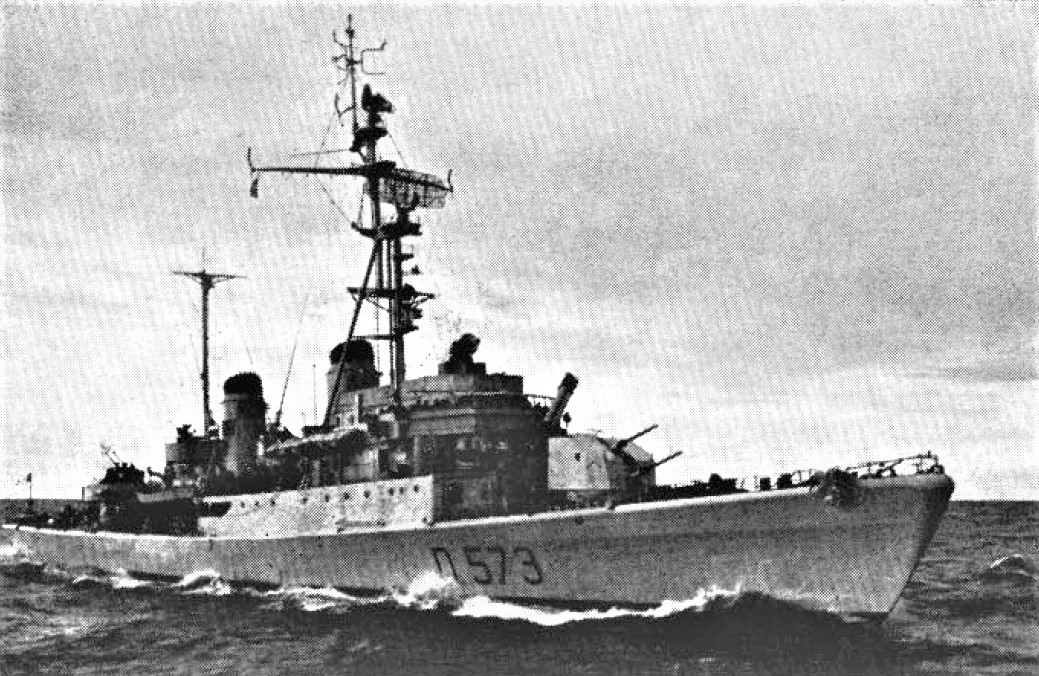
Castore

Po dokončení fregaty nesly čtyři 76,2mm kanóny ve dvoudělových věžích – jedné na přídi a druhé na zádi a další čtyři 40mm kanóny ve dvoudělových věžích. Před můstkem se rovněž nacházel 305mm vrhač raketových hlubinných pum K113 Menon. Protiponorkovou výzbroj doplňovaly dva pevné 533mm protiponorkové torpédomety a vrhače hlubinných pum. Pohonný systém tvořily dva kotle a dvě turbíny, díky kterým fregaty mohly plout rychlostí až 26 uzlů. Dosah byl 2600 námořních mil při rychlosti 20 uzlů.

### Modernizace
V 60. letech byly všechny čtyři fregaty modernizovány a kompletně přezbrojeny. Nově nesly tři automatické 76,2mm kanóny, vrhač K113 Menon a dva tříhlavňové 324mm protiponorkové torpédomety. Posádka, čítající původně 250 mužů, se tak zmenšila na 160.